# Künstler*innenhaus Mousonturm

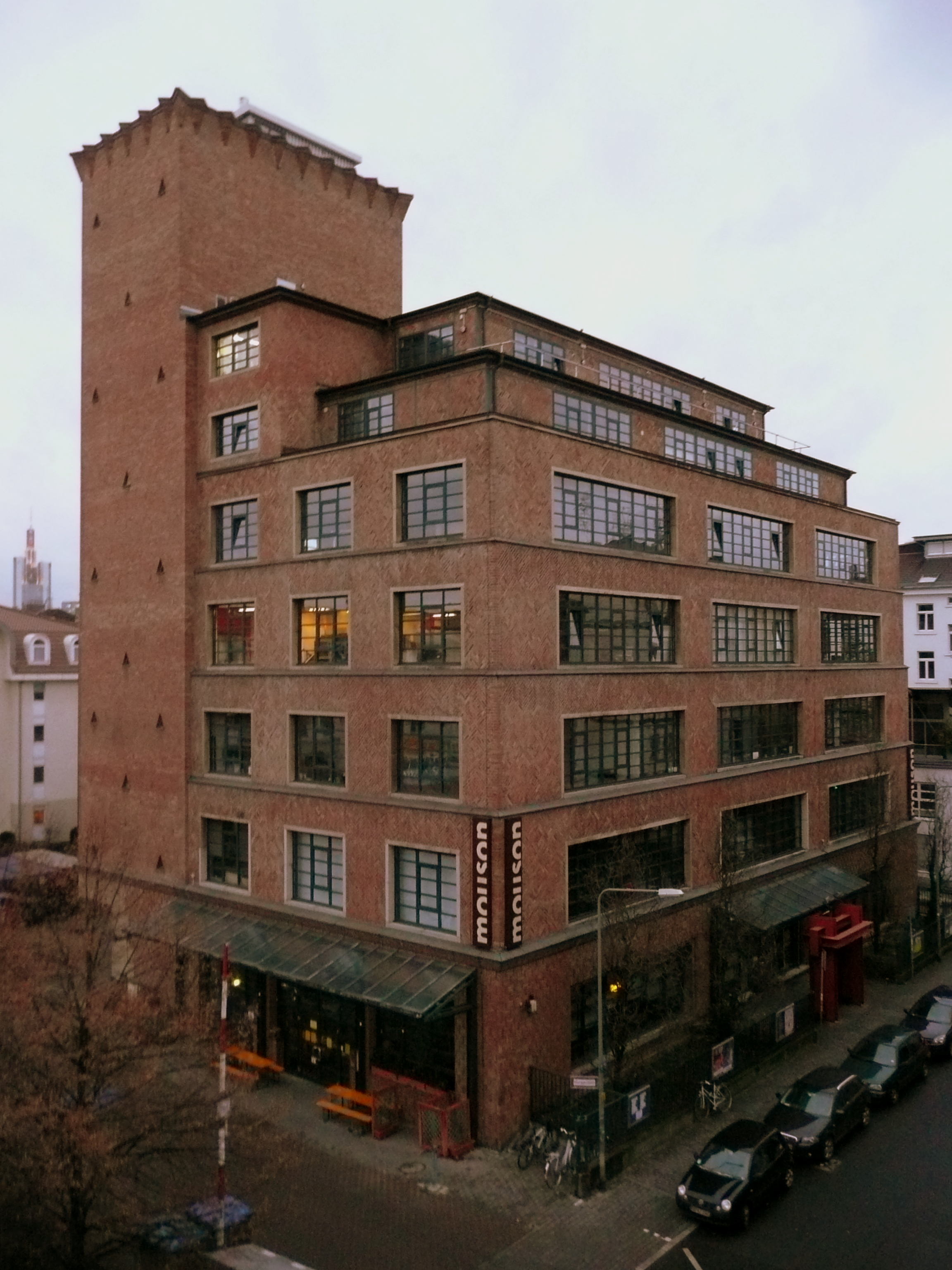
Der Mousonturm

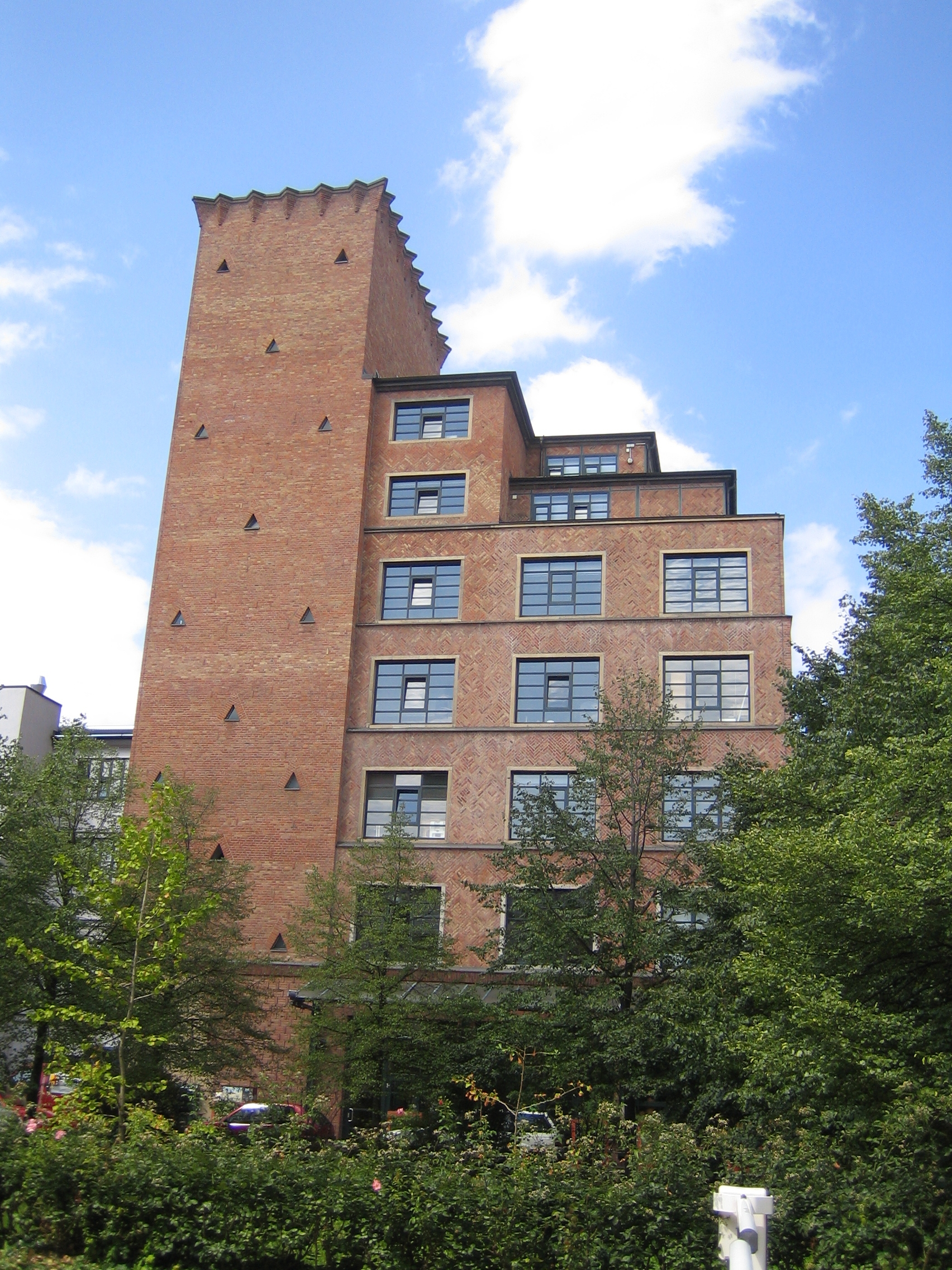
Ansicht

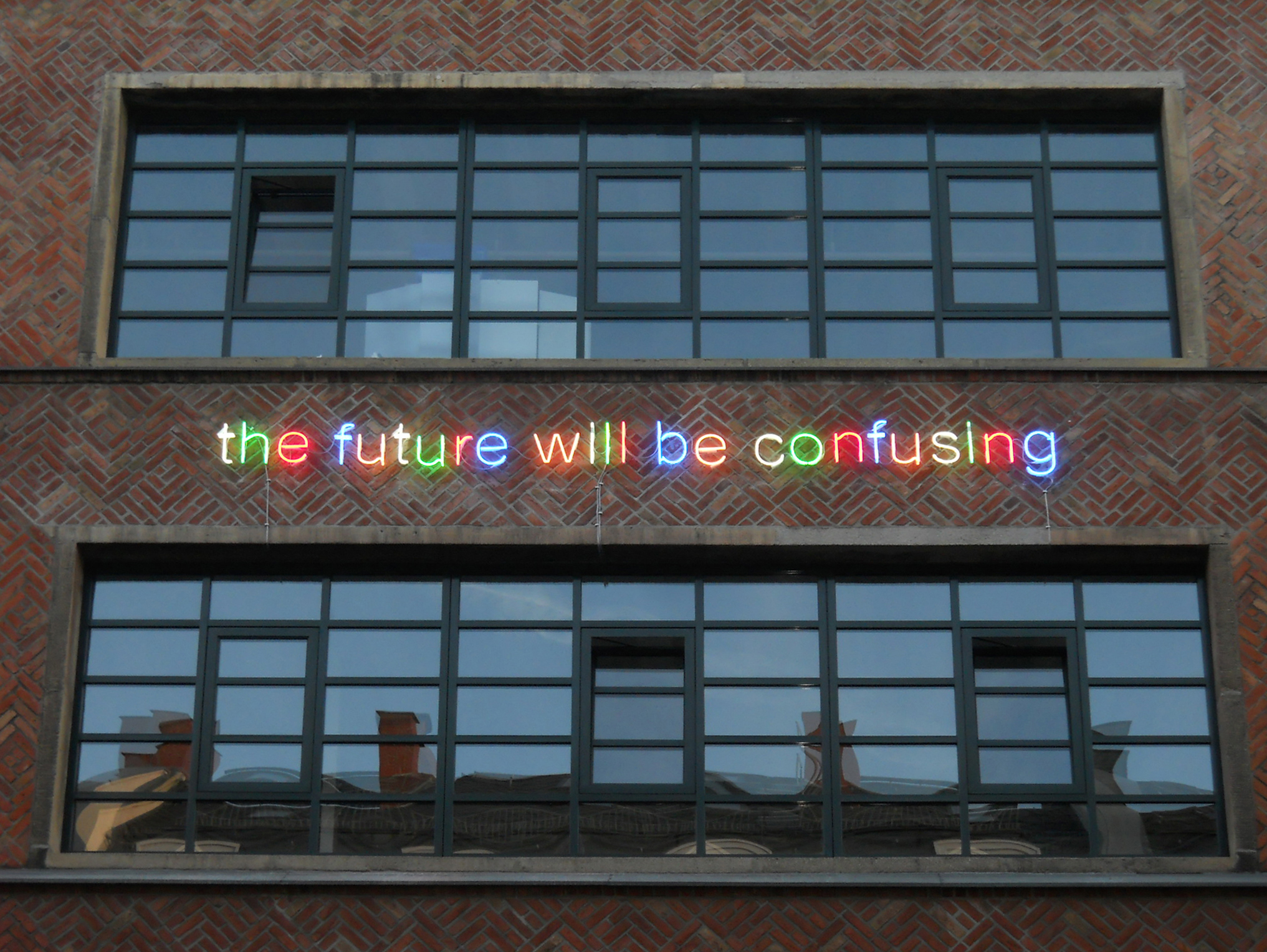
Tim Etchells: the future will be confusing, Neoninstallation an der Vorderfront des Hauses

Das Künstler*innenhaus Mousonturm (früher Künstlerhaus Mousonturm) ist ein freies Theater in Frankfurt am Main. Träger des Theaters ist die städtische Künstlerhaus Mousonturm Frankfurt am Main GmbH.

## Geschichte
1798 gründete der aus Berlin stammende Frankfurter Bürger August Friedrich Mouson eine Seifen- und Parfümfabrik in der Breiten Gasse. 1881 wurde die Fabrik in das damals noch wenig bebaute Ostend verlegt. 1923 bis 1926 entstanden neue Fabrikanlagen auf dem Werksgelände, darunter der 33 Meter hohe, nach einem Entwurf von Gärtner und Wollmann erbaute Mousonturm. Der Mousonturm gilt als erstes Hochhaus Frankfurts. Bekanntestes Produkt der Firma Mouson war die nach dem Ersten Weltkrieg entwickelte Creme Mouson – die Creme mit der Tiefenwirkung. Der Klinkerbau im expressionistischen Stil mit Zacken- und Dreiecksornamenten steht heute unter Denkmalschutz.
Nach einer wechselvollen Geschichte wurde die Seifenfabrik Mouson 1972 verkauft. Bis 1976 wurden die Fabrikgebäude bis auf den Mousonturm abgerissen.
Das Theater wurde nach dem Umbau der ehemaligen Seifen- und Parfumfabrik und einem Neubau des Theatersaals am 29. Dezember 1988 in der Frankfurter Waldschmidtstraße als Produktionsstätte und Spielort für freie Projekte eröffnet. Initiator war der Frankfurter Kulturdezernent Hilmar Hoffmann, Intendant des Hauses wurde Dieter Buroch, der, beginnend mit dem neuntägigen Festival der Gruppe Omnibus 1977, auch alle Vorplanungen dieser „Kulturfabrik“ geleistet hatte. Nach 23 Dienstjahren wurde Buroch im Dezember 2011 verabschiedet. Ab 2012 übernahm diese Aufgaben Niels Ewerbeck (1962–2012), der zuvor das Theaterhaus Gessnerallee in Zürich geleitet hatte. In der ersten Jahreshälfte 2012 wurde das Haus grundlegend umgebaut und der Theatersaal entkernt. Am 6. September 2012 fand mit der Aufführung des Stücks Before Your Very Eyes von Gob Squad die Wiedereröffnung statt. Nach dem Tod Ewerbecks wurde das Haus zunächst kommissarisch geleitet. Vom 1. August 2013 bis zum 31. August 2022 war Matthias Pees Intendant und Geschäftsführer des Mousonturms, bevor er seine neue Position als Künstlerischer Leiter der Berliner Festspiele im September 2022 antrat. Seit dem 1. September 2022 leiten Anna Wagner und Marcus Droß den Mousonturm. Dies beschloss der Aufsichtsrat des Hauses auf den Vorschlag der Kulturdezernentin und Aufsichtsratsvorsitzenden Ina Hartwig (SPD).

## Kulturzentrum
Das Programm des Mousonturms reicht von Tanz und Theater über Musik, Performance, Bildende Kunst, Medienkunst, Literatur, Film, Hörspiel bis hin zur Clubart.
Das Haus ist Teil eines informellen Netzes institutionalisierter und international orientierter freier Theater in Deutschland, zu dem unter anderem Kampnagel in Hamburg, die Sophiensaele und das Hebbel am Ufer in Berlin zählen. Das Haus ist Stätte der alle zwei Jahre stattfindenden Internationalen Sommerakademie, eines wichtigen Forums der europäischen Performance-Kunst. 1991 gründete Dieter Buroch das S.O.A.P Dance Theatre, das unter der Leitung des portugiesischen Choreografen Rui Horta stand und 1998, nach zahlreichen Produktionen und erfolgreichen Gastspielen, aus Geldmangel aufgelöst wurde. Seit 2010 hat das Künstler*innenhaus Mousonturm mit Kidd Pivot Frankfurt RM unter der Choreografin Crystal Pite wieder eine Tanzkompanie. Mit der Premiere von Dark Matters im Mai des gleichen Jahres im Mousonturm begann Crystal Pite mit ihrer neuen Truppe eine Gastspiel-Tournee durch Europa. Im Frühjahr 2011 folgte am Mousonturm ihr Stück The You Show und im Oktober 2011 mit The Tempest Replica ihre aktuelle Choreografie. Das Künstler*innenhaus Mousonturm gehört mit den Häusern Kampnagel, HAU Hebbel am Ufer, Hellerau - Europäisches Zentrum der Künste Dresden, FFT Düsseldorf und dem Tanzhaus NRW zum Bündnis internationaler Produktionshäuser.
1999 wurde das Künstlerhaus mit dem Binding-Kulturpreis ausgezeichnet.
Ebenfalls im Haus angesiedelt ist das 1985 gegründete und von Björn Jager geleitete Hessische Literaturforum im Mousonturm e. V., sowie die Tanzplattform Rhein-Main.